# Revolution (2021)
Revolution (2021) – gala wrestlingu wyprodukowana przez federację i dla zawodników All Elite Wrestling (AEW). Odbyła się 7 marca 2021 w Daily’s Place w Jacksonville w stanie Floryda, oprócz Tag Team Street Fightu, który był cinematic matchem, został nagrany w nieznanej lokalizacji w Atlancie w stanie Georgia. Emisja była przeprowadzana na żywo przez serwis strumieniowy B/R Live w Ameryce Północnej i za pośrednictwem FITE TV na całym świecie oraz w systemie pay-per-view. Była to druga gala w chronologii cyklu Revolution.
Na gali odbyło się dziewięć walk, w tym jedna podczas pre-show Buy In. W walce wieczoru, Kenny Omega pokonał Jona Moxleya w Exploding Barbed Wire Deathmatchu broniąc AEW World Championship. W przedostatniej walce, Darby Allin i Sting pokonali Team Taz (Briana Cage’a i Ricky’ego Starksa) w Street Fightcie, który był jednocześnie pierwszą walką Stinga w AEW i pierwszą walką od występu na gali od WWE Night of Champions we wrześniu 2015 roku. W innych ważnych walkach, The Young Bucks (Matt Jackson i Nick Jackson) pokonali The Inner Circle (Chrisa Jericho i MJF-a) broniąc AEW World Tag Team Championship, oraz Hikaru Shida pokonała Ryo Mizunami i obroniła AEW Women’s World Championship. Gala była również godna uwagi z powodu niespodziewanych występów Maki Itoh, Ethana Page’a i Christiana Cage’a, z których ostatnia dwójka zadebiutowała w AEW.

## Produkcja
Revolution oferowało walki profesjonalnego wrestlingu z udziałem wrestlerów należących do federacji All Elite Wrestling. Oskryptowane rywalizacje (storyline’y) kreowane są podczas cotygodniowych gal Dynamite i Dark oraz podczas odcinków serii Being The Elite. Wrestlerzy są przedstawieni jako heele (negatywni, źli zawodnicy i najczęściej wrogowie publiki) i face’owie (pozytywni, dobrzy i najczęściej ulubieńcy publiki), którzy rywalizują pomiędzy sobą w seriach walk mających budować napięcie. Kulminacją rywalizacji jest walka wrestlerska lub ich seria.

### Rywalizacje
Podczas Winter Is Coming 2 grudnia 2020 roku, Kenny Omega zdobył AEW World Championship od Jona Moxleya z pomocą swojego bliskiego przyjaciela i wiceprezesa Impact Wrestling, Dona Callisa. W ciągu najbliższych kilku tygodni, Omega pojawiał się na Impact! i ponownie spotykał się ze swoimi byłymi kolegami ze stajni Bullet Club, bliskimi przyjaciółmi i Impact World Tag Team Champions The Good Brothers (Doc Galllows i Karl Anderson), którzy również pojawili się na Dynamite, aby zaatakować Moxleya. 17 lutego, Moxley został ponownie zaatakowany przez The Good Brothers i Omegę, a Omega ogłosił, że Moxley otrzyma rewanż na Revolution w Exploding Barbed Wire Deathmatchu.
Również na Winter Is Coming, Sting zadebiutował na AEW, ratując Cody’ego Rhodesa, Dustina Rhodesa i AEW TNT Championa Darby’ego Allina przed pobiciem przez Team Taz (Brian Cage, Ricky Starks, and Powerhouse Hobbs). 20 stycznia 2021 na odcinku Dynamite, zarządca stajni Taz oświadczył, że chce walczyć na ulicach i rzucił wyzwanie Allinowi i Stingowi. Następnego dnia ogłoszono, że Allin i Sting zmierzą się z Team Taz (Cage i Starks) w Street Fightcie na Revolution, oznaczając pierwszą walkę Stinga w AEW i jego pierwszą walkę od ponad pięciu lat po jego przejściu na emeryturę w 2016 roku.
20 stycznia na odcinku Dynamite, ogłoszono Tag Team Battle Royal na Beach Break, w którym zwycięzcy zmierzą się o AEW World Tag Team Championship przeciwko The Young Bucks (Matt Jackson i Nick Jackson) na Revolution; The Young Bucks również brali udział i gdyby wygrali, mogliby wybrać swoich przeciwników. Chris Jericho jako ostatniego wyeliminował Daunte Martina z Top Flight, aby wygrać Battle Royal, zdobywając dla siebie i kolegi stajennego z Inner Circle MJF-a walkę o tytuł na Revolution.
Również 20 stycznia na odcinku Dynamite, AEW ogłosiło 16-osobowy kobiecy turniej w systemie pojedynczej eliminacji, który wyłoni pretendentkę do AEW Women’s World Championship. 3 marca na odcinku Dynamite, Ryo Mizunami pokonała Nylę Rose i wygrała turniej.
17 lutego na odcinku Dynamite, ogłoszono sześcioosobowy Ladder match na Revolution, w którym zwycięzca zdobędzie przyszłą walkę o TNT Championship. Cody Rhodes, Scorpio Sky i Penta El Zero Miedo zostali ogłoszeni jako pierwsi trzej uczestnicy; byli pierwszymi trzema wrestlerami, którzy zgodzili się na stypulację walki Face of the Revolution Ladder match. Lance Archer pokonał Reya Fénixa w odcinku Dynamite 24 lutego, a Max Caster pokonał Prestona Vance’a w odcinku Dynamite 3 marca, aby zakwalifikować się, podczas gdy szósty uczestnik został ujawniony na Revolution.
Po zostaniu wyrzuconym z The Elite, "Hangman" Adam Page był proszony przez The Dark Order, aby dołączył do ich szeregów, ale za każdym razem odmawiał. W tym samym czasie, Page był również obserwowany przez "Big Money" Matta Hardy’ego. Na odcinku Dynamite z 10 lutego Hardy wykupił bar, aby uczcić zwycięstwo ich Tag Teamu tydzień wcześniej, i namówił pozornie pijanego Page’a do podpisania kontraktu na zostanie jego menedżerem, przy czym Hardy zabrał 30% zarobków Page’a. W następnym tygodniu na Dynamite, Page ujawnił, że faktycznie zamienił kontrakt, który Hardy nieświadomie podpisał, na walkę "Big Money" na Revolution; jeśli Hardy przegra, Page otrzyma 100% zarobków Hardy’ego za pierwszy kwartał 2021 roku. Hardy powiedział Page’owi, że jeśli twierdzi, że jest "człowiekiem honorowym", powinien również postawić na szali swoje zarobki, na co Page się zgodził.
26 lutego, na Revolution ustalono Tag teamowy wariant AEW Casino Battle Royale, nazwany Casino Tag Team Royale. Kolejność zgłoszeń była oparta na loterii. Walkę rozpoczynały dwa Tag Teamy, a co 90 sekund wchodziła nowa drużyna. Eliminacje indywidualne miały miejsce, gdy wrestler przekroczył górną linę i obie stopy uderzyły w podłogę; drużyna została wyeliminowana, gdy obaj członkowie drużyny zostali wyrzuceni z ringu. Walka kończy się, gdy zostanie jeden wrestler lub drużyna. Zwycięski Tag Team zdobędzie przyszłą walkę o AEW World Tag Team Championship. W walce potwierdzonych zostało 15 drużyn.
24 lutego, AEW ogłosiło podpisanie kontraktu z Paulem Wightem, wcześniej znanym w WWE jako Big Show. Wight zadebiutował 3 marca na odcinku Dynamite w wywiadzie dla Schiavone, w którym powiedział, że ma "wielką sensację", że na Revolution, AEW podpisze "godny talent do Hall of Fame, który jest ogromną niespodzianką i ogromną zaletą.

## Wyniki walk
| Nr                                                                   | Wyniki | Stypulacje                                                                             | Czas  |
| -------------------------------------------------------------------- | --- | -------------------------------------------------------------------------------------- | ----- |
| 1P                                                                   | Dr. Britt Baker, D.M.D. i Maki Itoh (z Rebel) pokonały Riho i Thunder Rosę                                                                       | Tag team match                                                                         | 14:50 |
| 2                                                                    | The Young Bucks (Matt Jackson i Nick Jackson) (c) pokonali The Inner Circle (Chrisa Jericho i MJF-a) (z Wardlowem)                               | Tag team match o AEW World Tag Team Championship                                       | 17:50 |
| 3                                                                    | Rey Fénix (reprezentujący Death Triangle) wygrał eliminując jako ostatniego Jungle Boya (reprezentujący Jurassic Express)                        | Casino Tag Team Royale o przyszłą walkę o AEW World Tag Team Championship              | 26:45 |
| 4                                                                    | Hikaru Shida (c) pokonała Ryo Mizunami | Singles match o AEW Women’s World Championship                                         | 15:10 |
| 5                                                                    | Kip Sabian i Miro (z Penelope Ford) pokonali Best Friends (Chucka Taylora i Orange’a Cassidy’ego) poprzez submission                             | Tag team match                                                                         | 7:50  |
| 6                                                                    | "Hangman" Adam Page pokonał Matta Hardy’ego | Big Money match Zwycięzca otrzymuje zarobki przegranego za pierwszy kwartał 2021 roku. | 14:40 |
| 7                                                                    | Scorpio Sky pokonał Cody’ego Rhodesa (z Arn Andersonem), Ethana Page’a, Lance’a Archera (z Jakiem Robertsem), Maxa Castera i Pentę El Zero Miedo | Face of the Revolution Ladder match o przyszłą walkę o AEW TNT Championship            | 23:15 |
| 8                                                                    | Darby Allin i Sting pokonali Team Taz (Briana Cage’a i Ricky’ego Starksa) (z Hookiem i Powerhouse Hobbsem)                                       | Street Fight                                                                           | 13:40 |
| 9                                                                    | Kenny Omega (c) (z Don Callisem) pokonał Jona Moxleya                                                                                            | Exploding Barbed Wire Deathmatch o AEW World Championship                              | 25:15 |
| (c) – mistrz/mistrzyni przed walkąP – walka miała miejsce w pre-show | |                                                                                        |       |

### Turniej AEW Women’s World Championship Eliminator
Turniej odbył się w formacie regionalnym z Jacksonville Regional w Daily’s Place, podczas gdy Warabi Regional odbył się w Ice Ribbon Dojo w Warabi w Japonii.
|  |                                                                                              |                                                                                              |                                                                                              |                         |       |                                                                                   |                                                                                   |                                                                                   |  |  |                                                         |                                                         |                                                         |  |  |                          |                          |                          |
|  | 1/8 finału 10 lutego (Dynamite) 15 lutego (YouTube) 17 lutego (Dynamite) 22 lutego (YouTube) | 1/8 finału 10 lutego (Dynamite) 15 lutego (YouTube) 17 lutego (Dynamite) 22 lutego (YouTube) | 1/8 finału 10 lutego (Dynamite) 15 lutego (YouTube) 17 lutego (Dynamite) 22 lutego (YouTube) |                         |       | Ćwierćfinały 22 lutego (YouTube) 24 lutego (Dynamite) 28 lutego (Bleacher Report) | Ćwierćfinały 22 lutego (YouTube) 24 lutego (Dynamite) 28 lutego (Bleacher Report) | Ćwierćfinały 22 lutego (YouTube) 24 lutego (Dynamite) 28 lutego (Bleacher Report) |  |  | Półfinały 28 lutego (Bleacher Report) 1 marca (YouTube) | Półfinały 28 lutego (Bleacher Report) 1 marca (YouTube) | Półfinały 28 lutego (Bleacher Report) 1 marca (YouTube) |  |  | Finał 3 marca (Dynamite) | Finał 3 marca (Dynamite) | Finał 3 marca (Dynamite) |
|  | 1/8 finału 10 lutego (Dynamite) 15 lutego (YouTube) 17 lutego (Dynamite) 22 lutego (YouTube) | 1/8 finału 10 lutego (Dynamite) 15 lutego (YouTube) 17 lutego (Dynamite) 22 lutego (YouTube) | 1/8 finału 10 lutego (Dynamite) 15 lutego (YouTube) 17 lutego (Dynamite) 22 lutego (YouTube) |                         |       | Ćwierćfinały 22 lutego (YouTube) 24 lutego (Dynamite) 28 lutego (Bleacher Report) | Ćwierćfinały 22 lutego (YouTube) 24 lutego (Dynamite) 28 lutego (Bleacher Report) | Ćwierćfinały 22 lutego (YouTube) 24 lutego (Dynamite) 28 lutego (Bleacher Report) |  |  | Półfinały 28 lutego (Bleacher Report) 1 marca (YouTube) | Półfinały 28 lutego (Bleacher Report) 1 marca (YouTube) | Półfinały 28 lutego (Bleacher Report) 1 marca (YouTube) |  |  | Finał 3 marca (Dynamite) | Finał 3 marca (Dynamite) | Finał 3 marca (Dynamite) |
|  |                                                                                              |                                                                                              |                                                                                              |                         |       |                                                                                   |                                                                                   |                                                                                   |  |  |                                                         |                                                         |                                                         |  |  |                          |                          |                          |
|  |                                                                                              |                                                                                              |                                                                                              |                         |       |                                                                                   |                                                                                   |                                                                                   |  |  |                                                         |                                                         |                                                         |  |  |                          |                          |                          |
|  | Leyla Hirsch                                                                                 | Leyla Hirsch                                                                                 | 9:02                                                                                         |                         |       |                                                                                   |                                                                                   |                                                                                   |  |  |                                                         |                                                         |                                                         |  |  |                          |                          |                          |
|  | Leyla Hirsch                                                                                 | Leyla Hirsch                                                                                 | 9:02                                                                                         |                         |       |                                                                                   |                                                                                   |                                                                                   |  |  |                                                         |                                                         |                                                         |  |  |                          |                          |                          |
|  | Thunder Rosa                                                                                 | Thunder Rosa                                                                                 | Pin                                                                                          |                         |       |                                                                                   |                                                                                   |                                                                                   |  |  |                                                         |                                                         |                                                         |  |  |                          |                          |                          |
|  | Thunder Rosa                                                                                 | Thunder Rosa                                                                                 | Pin                                                                                          |                         |       | Thunder Rosa                                                                      | Thunder Rosa                                                                      | Pin                                                                               |  |  |                                                         |                                                         |                                                         |  |  |                          |                          |                          |
|  |                                                                                              |                                                                                              |                                                                                              |                         |       | Thunder Rosa                                                                      | Thunder Rosa                                                                      | Pin                                                                               |  |  |                                                         |                                                         |                                                         |  |  |                          |                          |                          |
|  |                                                                                              |                                                                                              | Riho                                                                                         | Riho                    | 11:33 |                                                                                   |                                                                                   |                                                                                   |  |  |                                                         |                                                         |                                                         |  |  |                          |                          |                          |
|  | Serena Deeb                                                                                  | Serena Deeb                                                                                  | Riho                                                                                         | Riho                    | 11:33 | 14:50                                                                             |                                                                                   |                                                                                   |  |  |                                                         |                                                         |                                                         |  |  |                          |                          |                          |
|  | Serena Deeb                                                                                  | Serena Deeb                                                                                  |                                                                                              |                         |       |                                                                                   |                                                                                   |                                                                                   |  |  |                                                         |                                                         |                                                         |  |  |                          |                          |                          |
|  | Riho                                                                                         | Riho                                                                                         | Pin                                                                                          |                         |       |                                                                                   |                                                                                   |                                                                                   |  |  |                                                         |                                                         |                                                         |  |  |                          |                          |                          |
|  | Riho                                                                                         | Riho                                                                                         | Pin                                                                                          |                         |       | Thunder Rosa                                                                      | Thunder Rosa                                                                      | 13:40                                                                             |  |  |                                                         |                                                         |                                                         |  |  |                          |                          |                          |
|  | Jacksonville Regional                                                                        |                                                                                              |                                                                                              |                         |       | Thunder Rosa                                                                      | Thunder Rosa                                                                      | 13:40                                                                             |  |  |                                                         |                                                         |                                                         |  |  |                          |                          |                          |
|  |                                                                                              |                                                                                              | Nyla Rose                                                                                    | Nyla Rose               | Pin   |                                                                                   |                                                                                   |                                                                                   |  |  |                                                         |                                                         |                                                         |  |  |                          |                          |                          |
|  | Tay Conti                                                                                    | Tay Conti                                                                                    | Nyla Rose                                                                                    | Nyla Rose               | Pin   | 8:45                                                                              |                                                                                   |                                                                                   |  |  |                                                         |                                                         |                                                         |  |  |                          |                          |                          |
|  | Tay Conti                                                                                    | Tay Conti                                                                                    |                                                                                              |                         |       |                                                                                   |                                                                                   |                                                                                   |  |  |                                                         |                                                         |                                                         |  |  |                          |                          |                          |
|  | Nyla Rose                                                                                    | Nyla Rose                                                                                    | Pin                                                                                          |                         |       |                                                                                   |                                                                                   |                                                                                   |  |  |                                                         |                                                         |                                                         |  |  |                          |                          |                          |
|  | Nyla Rose                                                                                    | Nyla Rose                                                                                    | Pin                                                                                          |                         |       | Nyla Rose                                                                         | Nyla Rose                                                                         | Pin                                                                               |  |  |                                                         |                                                         |                                                         |  |  |                          |                          |                          |
|  |                                                                                              |                                                                                              |                                                                                              |                         |       | Nyla Rose                                                                         | Nyla Rose                                                                         | Pin                                                                               |  |  |                                                         |                                                         |                                                         |  |  |                          |                          |                          |
|  |                                                                                              |                                                                                              | Dr. Britt Baker, D.M.D.                                                                      | Dr. Britt Baker, D.M.D. | 13:25 |                                                                                   |                                                                                   |                                                                                   |  |  |                                                         |                                                         |                                                         |  |  |                          |                          |                          |
|  | Dr. Britt Baker, D.M.D.                                                                      | Dr. Britt Baker, D.M.D.                                                                      | Dr. Britt Baker, D.M.D.                                                                      | Dr. Britt Baker, D.M.D. | 13:25 | Sub                                                                               |                                                                                   |                                                                                   |  |  |                                                         |                                                         |                                                         |  |  |                          |                          |                          |
|  | Dr. Britt Baker, D.M.D.                                                                      | Dr. Britt Baker, D.M.D.                                                                      |                                                                                              |                         |       |                                                                                   |                                                                                   |                                                                                   |  |  |                                                         |                                                         |                                                         |  |  |                          |                          |                          |
|  | Madi Wrenkowski                                                                              | Madi Wrenkowski                                                                              | 5:15                                                                                         |                         |       |                                                                                   |                                                                                   |                                                                                   |  |  |                                                         |                                                         |                                                         |  |  |                          |                          |                          |
|  | Madi Wrenkowski                                                                              | Madi Wrenkowski                                                                              | 5:15                                                                                         |                         |       | Nyla Rose                                                                         | Nyla Rose                                                                         | 12:50                                                                             |  |  |                                                         |                                                         |                                                         |  |  |                          |                          |                          |
|  |                                                                                              |                                                                                              |                                                                                              |                         |       |                                                                                   |                                                                                   |                                                                                   |  |  |                                                         |                                                         |                                                         |  |  |                          |                          |                          |
|  |                                                                                              |                                                                                              | Ryo Mizunami                                                                                 | Ryo Mizunami            | Pin   |                                                                                   |                                                                                   |                                                                                   |  |  |                                                         |                                                         |                                                         |  |  |                          |                          |                          |
|  | Yuka Sakazaki                                                                                | Yuka Sakazaki                                                                                | Ryo Mizunami                                                                                 | Ryo Mizunami            | Pin   | Pin                                                                               |                                                                                   |                                                                                   |  |  |                                                         |                                                         |                                                         |  |  |                          |                          |                          |
|  | Yuka Sakazaki                                                                                | Yuka Sakazaki                                                                                |                                                                                              |                         |       |                                                                                   |                                                                                   |                                                                                   |  |  |                                                         |                                                         |                                                         |  |  |                          |                          |                          |
|  | Mei Suruga                                                                                   | Mei Suruga                                                                                   | 10:10                                                                                        |                         |       |                                                                                   |                                                                                   |                                                                                   |  |  |                                                         |                                                         |                                                         |  |  |                          |                          |                          |
|  | Mei Suruga                                                                                   | Mei Suruga                                                                                   | 10:10                                                                                        |                         |       | Yuka Sakazaki                                                                     | Yuka Sakazaki                                                                     | Pin                                                                               |  |  |                                                         |                                                         |                                                         |  |  |                          |                          |                          |
|  |                                                                                              |                                                                                              |                                                                                              |                         |       | Yuka Sakazaki                                                                     | Yuka Sakazaki                                                                     | Pin                                                                               |  |  |                                                         |                                                         |                                                         |  |  |                          |                          |                          |
|  |                                                                                              |                                                                                              | Emi Sakura                                                                                   | Emi Sakura              | 13:45 |                                                                                   |                                                                                   |                                                                                   |  |  |                                                         |                                                         |                                                         |  |  |                          |                          |                          |
|  | Veny                                                                                         | Veny                                                                                         | Emi Sakura                                                                                   | Emi Sakura              | 13:45 | Pin                                                                               |                                                                                   |                                                                                   |  |  |                                                         |                                                         |                                                         |  |  |                          |                          |                          |
|  | Veny                                                                                         | Veny                                                                                         |                                                                                              |                         |       |                                                                                   |                                                                                   |                                                                                   |  |  |                                                         |                                                         |                                                         |  |  |                          |                          |                          |
|  | Emi Sakura                                                                                   | Emi Sakura                                                                                   | 12:30                                                                                        |                         |       |                                                                                   |                                                                                   |                                                                                   |  |  |                                                         |                                                         |                                                         |  |  |                          |                          |                          |
|  | Emi Sakura                                                                                   | Emi Sakura                                                                                   | 12:30                                                                                        |                         |       | Yuka Sakazaki                                                                     | Yuka Sakazaki                                                                     | 14:20                                                                             |  |  |                                                         |                                                         |                                                         |  |  |                          |                          |                          |
|  | Warabi Regional                                                                              |                                                                                              |                                                                                              |                         |       | Yuka Sakazaki                                                                     | Yuka Sakazaki                                                                     | 14:20                                                                             |  |  |                                                         |                                                         |                                                         |  |  |                          |                          |                          |
|  |                                                                                              |                                                                                              | Ryo Mizunami                                                                                 | Ryo Mizunami            | Pin   |                                                                                   |                                                                                   |                                                                                   |  |  |                                                         |                                                         |                                                         |  |  |                          |                          |                          |
|  | Maki Itoh                                                                                    | Maki Itoh                                                                                    | Ryo Mizunami                                                                                 | Ryo Mizunami            | Pin   | Sub                                                                               |                                                                                   |                                                                                   |  |  |                                                         |                                                         |                                                         |  |  |                          |                          |                          |
|  | Maki Itoh                                                                                    | Maki Itoh                                                                                    |                                                                                              |                         |       |                                                                                   |                                                                                   |                                                                                   |  |  |                                                         |                                                         |                                                         |  |  |                          |                          |                          |
|  | Ryo Mizunami                                                                                 | Ryo Mizunami                                                                                 | 11:15                                                                                        |                         |       |                                                                                   |                                                                                   |                                                                                   |  |  |                                                         |                                                         |                                                         |  |  |                          |                          |                          |
|  | Ryo Mizunami                                                                                 | Ryo Mizunami                                                                                 | 11:15                                                                                        |                         |       | Ryo Mizunami                                                                      | Ryo Mizunami                                                                      | Count                                                                             |  |  |                                                         |                                                         |                                                         |  |  |                          |                          |                          |
|  |                                                                                              |                                                                                              |                                                                                              |                         |       | Ryo Mizunami                                                                      | Ryo Mizunami                                                                      | Count                                                                             |  |  |                                                         |                                                         |                                                         |  |  |                          |                          |                          |
|  |                                                                                              |                                                                                              | Aja Kong                                                                                     | Aja Kong                | 14:40 |                                                                                   |                                                                                   |                                                                                   |  |  |                                                         |                                                         |                                                         |  |  |                          |                          |                          |
|  | Aja Kong                                                                                     | Aja Kong                                                                                     | Aja Kong                                                                                     | Aja Kong                | 14:40 | Pin                                                                               |                                                                                   |                                                                                   |  |  |                                                         |                                                         |                                                         |  |  |                          |                          |                          |
|  | Aja Kong                                                                                     | Aja Kong                                                                                     |                                                                                              |                         |       |                                                                                   |                                                                                   |                                                                                   |  |  |                                                         |                                                         |                                                         |  |  |                          |                          |                          |
|  | Rin Kadokura                                                                                 | Rin Kadokura                                                                                 | 7:00                                                                                         |                         |       |                                                                                   |                                                                                   |                                                                                   |  |  |                                                         |                                                         |                                                         |  |  |                          |                          |                          |
|  | Rin Kadokura                                                                                 | Rin Kadokura                                                                                 | 7:00                                                                                         |                         |       |                                                                                   |                                                                                   |                                                                                   |  |  |                                                         |                                                         |                                                         |  |  |                          |                          |                          |
|  |                                                                                              |                                                                                              |                                                                                              |                         |       |                                                                                   |                                                                                   |                                                                                   |  |  |                                                         |                                                         |                                                         |  |  |                          |                          |                          |

1. ↑  Madi Wrenkowski zasrąpiła Annę Jay z powodu zwichniętego urazu barku.

### Casino Tag Team Royale
| Nr. wejścia | Drużyna                    | Wrestler              | Nr. eliminacji | Wyeliminowany przez                                 | Eliminacje |
| ----------- | -------------------------- | --------------------- | -------------- | --------------------------------------------------- | ---------- |
| 1           | The Natural Nightmares     | Dustin Rhodes         | 16             | The Butchera, The Blade’a, The Bunny i Luchasaurusa | 0          |
| 1           | The Natural Nightmares     | QT Marshall           | 7              | Samego siebie                                       | 3          |
| 2           | The Dark Order             | Alan "5" Angels       | 1              | QT Marshalla                                        | 0          |
| 2           | The Dark Order             | Preston "10" Vance    | 15             | The Blade’a                                         | 0          |
| 3           | The Inner Circle           | Santana               | 12             | Jungle Boya                                         | 2          |
| 3           | The Inner Circle           | Ortiz                 | 9              | Jungle Boya                                         | 2          |
| 4           | The Sydal Brothers         | Matt Sydal            | 3              | Santanę i Ortiza                                    | 0          |
| 4           | The Sydal Brothers         | Mike Sydal            | 2              | Santanę i Ortiza                                    | 0          |
| 5           | The Dark Order             | Evil Uno              | 13             | Marko Stunta                                        | 0          |
| 5           | The Dark Order             | Stu Grayson           | 8              | Bear Country                                        | 0          |
| 6           | Gunn Club                  | Austin Gunn           | 5              | QT Marshalla                                        | 0          |
| 6           | Gunn Club                  | Colten Gunn           | 6              | QT Marshalla                                        | 0          |
| 7           | The Pretty Picture         | "Pretty" Peter Avalon | 4              | Gunn Club                                           | 0          |
| 7           | The Pretty Picture         | Cezar Bononi          | 10             | Luchasaurusa                                        | 0          |
| 8           | Varsity Blonds             | Brian Pillman Jr.     | 14             | The Butchera                                        | 0          |
| 8           | Varsity Blonds             | Griff Garrison        | 11             | Luchasaurusa                                        | 0          |
| 9           | Bear Country               | Bear Boulder          | 18             | The Butchera                                        | 2          |
| 9           | Bear Country               | Bear Bronson          | 19             | The Butchera                                        | 2          |
| 10          | Jurassic Express           | Jungle Boy            | 29             | Reya Fénixa                                         | 5          |
| 10          | Jurassic Express           | Luchasaurus           | 17             | Bear Country                                        | 3          |
| 11          | The Butcher and The Blade  | The Butcher           | 23             | Danielsa i Kazariana                                | 2          |
| 11          | The Butcher and The Blade  | The Blade             | 20             | Paca i Fénixa                                       | 1          |
| 12          | Private Party              | Isiah Kassidy         | 22             | Reynoldsa i Silvera                                 | 0          |
| 12          | Private Party              | Marq Quen             | 21             | Paca i Fénixa                                       | 0          |
| 13          | SoCal Uncensored           | Christopher Daniels   | 24             | Reya Fénixa                                         | 1          |
| 13          | SoCal Uncensored           | Frankie Kazarian      | 26             | Paca                                                | 1          |
| 14          | Death Triangle (Zwycięzcy) | Pac                   | 28             | Jungle Boya                                         | 3          |
| 14          | Death Triangle (Zwycięzcy) | Rey Fénix             | —              | Indywidualny zwycięzca                              | 5          |
| 15          | The Dark Order             | Alex Reynolds         | 25             | Jungle Boya                                         | 1          |
| 15          | The Dark Order             | John Silver           | 27             | Reya Fénixa                                         | 1          |